# Susanna Donatella Campione
Susanna Donatella Campione (Tripoli, 3 febbraio 1966) è una politica italiana.

## Biografia
Diplomata al Liceo classico "Luciano Manara" di Roma e laureata in giurisprudenza all'Università degli Studi di Roma "La Sapienza" nel 1992 con una tesi in diritto romano, esercita le professioni di avvocato e giornalista pubblicista. Scrive per Il Tempo, Secolo d'Italia, il mensile Candido e il quotidiano gli Italiani. È autrice della rubrica Sovrana Bellezza dal 2018, esperienza che ha raccolto e pubblicato in un libro con quel titolo.

## Carriera politica
Nelle elezioni amministrative del 2016 è candidata al consiglio comunale di Roma nella lista "Con Giorgia" di Giorgia Meloni.
Nel 2018 è nominata vice presidente nazionale del Dipartimento nazionale "Eccellenze Italiane" di Fratelli d'Italia.
Alle elezioni politiche del 2022 viene eletta senatrice per Fratelli d'Italia nel collegio plurinominale della Toscana.